# امانا (آیووا)
امانا (به انگلیسی: Amana) شهری در ایالت آیووا کشور ایالات متحده آمریکا است که جمعیت آن در سرشماری سال ۲۰۱۰ میلادی، ۴۴۲ نفر بوده‌است.